# 埼玉県立新座北高等学校
埼玉県立新座北高等学校（さいたまけんりつにいざきたこうとうがっこう）は、埼玉県新座市大和田に所在した公立の高等学校。
なお、埼玉県立所沢東高等学校との統合により、埼玉県立新座北高等学校としては平成20年3月に廃校となった。卒業証明書などの書類は同所にある埼玉県立新座柳瀬高等学校で発行される。

## 設置学科
- 普通科

## 沿革
- 1979年（昭和54年）4月　開校。
- 1988年（昭和63年）　第8回全国高等学校クイズ選手権全国大会出場。
- 2008年（平成20年）　埼玉県立所沢東高等学校と統合され、全日制普通科・単位制・男女共学の埼玉県立新座柳瀬高等学校となる。（設置場所は新座北高校の現在地）

## 有名卒業生
- 竹内結子（女優）
- 中島陽子（女優）
- 黄川田将也（俳優）
- 町田恵（元アイドル）
- 吉野佳代子（元アイドル）
- 千島徹（元サッカー選手）
- 小林美和子（中退、AV女優）

## 交通
- 志木駅から西武バスの志32・ひばり75系統の新座北高校入口バス停か、東武バスの志26・朝04系統の新座車庫バス停で下車する。
- 柳瀬川駅から柳瀬川沿いに上流に向かって徒歩で向かう場合、柳瀬川ふれあい橋が近い。